# گلدان با موجود دو شاخ
گلدان با موجود دو شاخ از آثار باستانی دوره ایلام است. بر روی این گلدان کهن، موجود دو شاخی حک شده‌است که در حال مبارزه با ابلیس است. این اثر باستانی که در دست قاچاقچیان اشیاء عتیقه بود در مرز ایران و ترکیه، هنگام خروج از ایران ضبط و توقیف شد. 
سبک کاری اثر شبیه آثار تمدن جیرفت است.